# Кавалеров, Александр Александрович
Алекса́ндр Алекса́ндрович Кавале́ров (10 июля 1951, Ленинград — 17 июня 2014, Санкт-Петербург) — советский и российский актёр театра и кино.

## Биография
Родился в Ленинграде 10 июля 1951 года в неполной семье (Кавалеров — фамилия по матери); отец — Семён Семёнович Эпштейн. Мать — Александра Петровна Кавалерова (1925—2003) — растила его одна, дала ему свою фамилию и отчество по своему имени (матроним).
В три года он впервые выступил на эстраде — исполнил песню «Называют меня некрасивою» Бориса Прозоровского на стихи Михаила Козырева. В семь лет на одном из концертов был представлен конферансье как «мастер художественного слова Александр Кавалеров».

### «Республика ШКИД»
В семилетнем возрасте, случайно попав на съёмочную площадку, снялся в фильме «Балтийское небо» в роли истощённого ленинградского ребёнка-блокадника. После этого кинодебюта несколько раз снимался в эпизодах, принимал участие в дубляже, продолжая учиться в школе, где был хулиганом.

Герой А. А. Кавалерова «Мамочка» на постере фильма «Республика ШКИД»

В 1966 году вышла картина Геннадия Полоки «Республика ШКИД». Пятнадцатилетний Кавалеров сыграл в этом фильме беспризорника Мамочку и мгновенно стал любимцем огромного количества зрителей.

### Популярность
После фильма «Республика ШКИД» режиссёры стали приглашать Кавалерова в свои фильмы, он играл в основном озорных, неунывающих, но малосимпатичных подростков. В 1967 году вместе с Булатом Окуджавой спел песню «Капли датского короля» в фильме «Женя, Женечка и „катюша”».
В 1976 году пробовал поступить учиться во ВГИК на курс Льва Кулиджанова, однако в связи с большой занятостью в съёмках окончить учебное заведение не смог. С 1980 года актёра перестали приглашать на съёмки, и почти десять лет он не снимался. В начале 1990-х годов начал сниматься в эпизодических ролях в сериалах.

### Возвращение спустя 10 лет
До последних лет своей жизни Александр Кавалеров играл на сцене театра эстрады «Бенефис» (Санкт-Петербург).
Принимал участие в программе Андрея Малахова «Пусть говорят» (выпуск от 11 июня 2010 года), а также в передаче Михаила Зеленского «Прямой эфир» (выпуск от 18 июня 2012 года). В этих телепрограммах говорилось о том, что Александр Кавалеров стал бомжом: трёхкомнатную квартиру в Петербурге у него якобы отняла последняя жена.
Также принимал участие в программе «Давай поженимся» (выпуск от 30 августа 2010 года) в качестве жениха. Но ушёл один, так как выбранная им «невеста» ему отказала.
Был семь раз женат, имел шестерых детей.

### Последние годы жизни и смерть
Последние годы жизни актёр сильно болел. Он написал письмо — мольбу о помощи, которое собирался отправить Никите Михалкову. Эпизодически снимаясь в ток-шоу, рассказывал, что бывшая жена не даёт ему видеться с детьми, что он перенёс многократные инсульты, ослеп на один глаз и стал инвалидом, совершенно обеднел.
Скончался 17 июня 2014 года в Александровской больнице на 63-м году жизни. Похоронен на Киновеевском кладбище.

## Фильмография
| Год       |   | Название                                            | Роль |
| --------- | - | --------------------------------------------------- | --- |
| 1960      | ф | Балтийское небо                                     | ребёнок из блокадного Ленинграда                                                                        |
| 1966      | ф | Республика ШКИД                                     | Мамочка, исполняет песню «У кошки четыре ноги»                                                          |
| 1966      | ф | Начальник Чукотки                                   | Шпынь, петроградский беспризорник                                                                       |
| 1967      | ф | Женя, Женечка и «катюша»                            | пленный диверсант (закадровый вокал: песня «Капли датского короля»                                      |
| 1967      | ф | У моря, где мы играли                               | капитан волейбольной команды                                                                            |
| 1968      | ф | Любовь Серафима Фролова                             | Сашка, беженец                                                                                          |
| 1968      | ф | Мужской разговор                                    | Юра Пантюхин, исполняет песню «Нейлоновое сердце»                                                       |
| 1969      | ф | Мальчишки                                           | хулиган Сморыга (новелла «Новенький»)                                                                   |
| 1969      | ф | День и вся жизнь                                    | парень в кепке / парень в очках с гитарой                                                               |
| 1970      | ф | О любви                                             | парень у музыкального автомата                                                                          |
| 1970      | ф | Приключения жёлтого чемоданчика                     | Гришка, главный хулиган                                                                                 |
| 1971      | ф | Минута молчания                                     | рабочий Сергей Крашенинников, исполняет песню «За того парня»                                           |
| 1972      | ф | Горячий снег                                        | ездовой Сергуненков                                                                                     |
| 1972      | ф | Мальчишки — народ хороший                           | Пётр Петрович                                                                                           |
| 1972      | ф | Мраморный дом                                       | Пилюля                                                                                                  |
| 1973      | ф | О тех, кого помню и люблю                           | однополчанин Егора Васильева (эпизод вырезан из фильма)                                                 |
| 1973      | ф | По собственному желанию                             | Пётр Горбунов                                                                                           |
| 1976      | ф | Пока бьют часы                                      | Цеблионок                                                                                               |
| 1976      | ф | Так начиналась легенда                              | полицай-переводчик                                                                                      |
| 1977      | ф | Будёновка                                           | красноармеец Лёнька Сидоренко                                                                           |
| 1977      | ф | И это всё о нём                                     | Геннадий Попов, исполняет под гитару песню «Там вдали, за рекой» и один куплет песни «Серёжка ольховая» |
| 1977      | ф | «Посейдон» спешит на помощь                         | Дьяболов                                                                                                |
| 1978      | ф | Дожди на всей территории                            | тракторист                                                                                              |
| 1978      | ф | Где ты был, Одиссей?                                | Отто, немецкий солдат                                                                                   |
| 1978      | ф | Злой дух Ямбуя                                      | Степан                                                                                                  |
| 1978      | ф | Последний шанс                                      | дружинник                                                                                               |
| 1979      | ф | Алые погоны                                         | рядовой Виктор Дроздов                                                                                  |
| 1979      | ф | Циркачонок                                          | музыкант                                                                                                |
| 1980      | ф | Мужество                                            | Сёма Альтшулер                                                                                          |
| 1984      | ф | Дорога к себе                                       | Миша |
| 1988      | ф | Эсперанса                                           | адъютант Чумака                                                                                         |
| 1989      | ф | В городе Сочи тёмные ночи?                          | ? |
| 1989      | ф | Операция «Вундерланд»                               | Грабовский                                                                                              |
| 1991      | ф | Иван Фёдоров?                                       | ? |
| 1991      | ф | Ночь самоубийцы                                     | Имя персонажа не указано                                                                                |
| 1991      | ф | Человек со свалки                                   | Тимофей Петрович Шунтиков                                                                               |
| 1992      | ф | Ченч                                                | пассажир поезда с гитарой                                                                               |
| 1992      | ф | Игра                                                | Имя персонажа не указано                                                                                |
| 1992      | ф | Пустельга                                           | Имя персонажа не указано                                                                                |
| 1993      | ф | Тараканьи бега                                      | «Китаец», мафиози                                                                                       |
| 1993      | с | Аляска Кид                                          | пьяный в баре                                                                                           |
| 1999      | с | Новые приключения ментов. Сердечная недостаточность | «Кноп»                                                                                                  |
| 1999      | с | Улицы разбитых фонарей 2. Дело № 1999               | «Курочка»                                                                                               |
| 2000      | с | Агент национальной безопасности-2                   | Николай Егорович Лазарев, пастух (23 серия «Снежный человек»)                                           |
| 2001      | с | Убойная сила 3                                      | Николай Николаевич, сотрудник миграционной службы                                                       |
| 2001—2004 | с | Чёрный ворон                                        | Тюкавин, знакомый Валентины Приблудовой                                                                 |
| 2007      | ф | 40                                                  | полковник ФСБ                                                                                           |
| 2007      | с | Литейный, 4                                         | Вольдемар, продавец газет                                                                               |
| 2008      | ф | Не думай про белых обезьян                          | Олег Рукосуев                                                                                           |
| 2010      | с | Семейный дом                                        | Борис Григорьевич, бомж                                                                                 |
| 2011      | с | Возмездие                                           | налётчик                                                                                                |

## Аудио
- Компакт-диск «Александр Кавалеров». Изготовитель ООО «Маркон»

1. «По приютам я с детства скитался…»
2. «У кошки четыре ноги…»
3. «С Достоевского ухрял…»
4. «Капли датского короля…»
5. «Нейлоновое сердце»
6. «За того парня…»
7. «Серёжка ольховая»
8. «Любимой женщине»
9. «Воля»
10. «Посошок»
11. «Снежная баба»
12. «Памятник»
13. «Журавль»
14. «Думы»
15. «Ходят кони»
16. «Не закончилось бы войною»
17. «Как служил солдат»
18. «Отпустите солдата домой»
19. «Летний сезон»
20. «Ленинград»

## Награды и премии
- Гранд-премия «КиноВатсон» (2009)[11].